# Pío Valenzuela
Pío Valenzuela y Alejandrino (11 tháng 7 năm 1869 - 6 tháng 4 năm 1956) là một bác sĩ người Philippines và là một nhà lãnh đạo cách mạng. Năm 23 tuổi, ông gia nhập tổ chức Katipunan, một tổ chức đòi độc lập cho Philippines khỏi chế độ thuộc địa Tây Ban Nha và bắt đầu cuộc Cách mạng Philippines. Cùng với Andrés Bonifacio và Emilio Jacinto, họ thành lập văn phòng bí mật của tổ chức gọi là Camara Reina. Ông chịu trách nhiệm về ấn phẩm của báo Kalayaan (tự do), ấn phẩm đầu tiên và duy nhất của Katipunan. Ông là người đã cố gắng thuyết phục José Rizal (lúc đó đang bị lưu vong) tham gia phong trào cách mạng. Tuy nhiên, ông cũng là một trong số những người đã làm chứng chống lại Rizal và dẫn đến việc Rizal bị xử tử
Khi Katipunan bị chính quyền Thực dân phát hiện, ông đã chạy trốn đến Balintawak (nay là một phần của Thành phố Quezon) vào ngày 20 tháng 8 năm 1896, nhưng sau đó ông đã sử dụng lệnh ân xá mà Chính phủ Thực dân Tây Ban Nha đã đề nghị và ông đầu hàng vào ngày 1 tháng 9 năm 1896. Ông bị trục xuất đến Tây Ban Nha và bị bỏ tù ở Madrid. Sau đó ông chuyển đến Málaga, rồi chuyển  tới một thuộc địa của Tây Ban Nha ở Châu Phi. Ông bị giam ở đây khoảng hai năm.
Ông trở lại Philippines vào tháng 4 năm 1899 và tiếp tục nghiên cứu y khoa. Ông ngay lập tức bị bắt giữ bởi Chính phủ Đế quốc Mỹ vì họ sợ ông sẽ kích động nổi dậy. Trong khi vẫn đang ở trong tù, Valenzuela được bầu làm Chủ tịch địa phương tại quê nhà Polo của ông, buộc người Chính phủ Mỹ phải thả ông ta. Từ năm 1921-1925, ông là Thống đốc tỉnh Bulacan.
Valenzuela vẫn còn đang gây tranh cãi trong giới sử học rằng liệu ông là một anh hùng hay là kẻ phản bội. Chủ nghĩa yêu nước của ông gắn liền với hành động nhân nhượng và phục tùng Thực dân Tây Ban Nha.

## Những năm đầu
Pío Valenzuela sinh ra ở Polo, Bulacan (nay là Thành phố Valenzuela) và là con của Francisco Valenzuela và Lorenza Alejandrino, cả hai đều thuộc dòng dõi các gia đình giàu có. Pío là con thứ ba của gia đình Valenzuela: Agustina (sinh năm 1861), Severo (sinh năm 1865) và Tomás (sinh năm 1871). Cha của ông thuộc dòng dõi Thống đốc của Thành phố Polo.
Sau khi được dạy kèm ở nhà, ông được đưa đến Manila để học tại Colegio de San Juan de Letran. Năm 1888, ông theo học tại trường Đại học Santo Tomas và hoàn thành Luận án Tiến sĩ năm 1895. Ông đã hành nghề tại Manila và Bulacan.
Vào tháng 7 năm 1892, khi ông đang còn là sinh viên y khoa và Katipunan mới chỉ thành lập được một tuần thì ông gia nhập hội kín này. Ông trở thành bạn thân của người sáng lập, Andrés Bonifacio, và là cha đỡ đầu cho đứa con đầu lòng của Bonifacio và Gregoria de Jesús. Sau khi nhà của Bonifacio bị cháy, Bonifacio và gia đình đến sống cùng Valenzuela.

## Cuộc sống cách mạng
Ông được bầu làm thủ quỹ của Katipunan vào tháng 12 năm 1895. Ông được mời đến cùng với các thành viên quan trọng khác tại nhà của Bonifacio vào ngày đầu năm mới năm 1896. Ông đã sử dụng bí danh "Dimas Ayaran" (không thể chạm tới) trong tổ chức này.
Ngay sau khi nhập hội, Valenzuela chuyển đến quận San Nicolas ở Manila để có thể giám sát công bố cơ quan chính thức của tổ chức, nơi ông cũng đã viết các bài báo bằng cách sử dụng bút danh "Madlang-Away" (Xung đột công cộng). Valenzuela tuyên bố trong hồi ký của mình rằng ông được cho là biên tập viên của báo nhưng Emilio Jacinto là người giám sát việc in ấn.
Valenzuela cho biết ông là người đề nghị đặt tên cho tờ báo là Kalayaan (Tự do) trước khi nó được xuất bản. Để đánh lừa Chính quyền Thực dân Tây Ban Nha, ông cũng đã gợi ý rằng họ nên đặt tên Marcelo H. del Pilar làm biên tập viên và Yokohama, Nhật Bản làm nơi xuất bản.
Số đầu tiên của Kalayaan, ngày 18 tháng 1 năm 1896, xuất bản vào tháng 3 năm 1896 và bao gồm một ngàn bản được phân phát cho các thành viên Katipunan trên toàn quốc. Tuy nhiên, ấn bản chỉ xuất bản đúng một lần bởi vì Katipunan đã bị Chính quyền Thực dân Tây Ban Nha phát hiện. Ông coi việc xuất bản Kalayaan là thành tựu quan trọng nhất của Katipunan.
Trong một cuộc họp bí mật của tổ chức vào tháng 7 năm 1896, họ quyết định ám sát tu sĩ Augustinô người Tây Ban Nha, người đã tố giác Katipunan cho Chính quyền Thực dân Tây Ban Nha, nhưng kế hoạch thất bại. Valenzuela cũng tuyên bố rằng sau khi Katipunan bị phát hiện, ông và Bonifacio đã phân phát những lá thư đến những nhà tư bản Philippines giàu có đề nghị họ giúp đỡ về tài chính cho tổ chức, những họ lại từ chối.
Ông là một thành viên của ủy ban có nhiệm vụ buôn lậu vũ khí từ Nhật Bản sang cho Katipunan. Ông cũng cùng với Bonifacio, Jacinto và Procopio Bonifacio khi họ tổ chức cuộc họp của Katipunan ở Cavite.
Tại phiên họp bí mật do Bonifacio vào đêm 1 tháng 5 năm 1896 tại Barrio Ugong ở Pasig, Valenzuela đã trình bày cho tổ chức một đề xuất thu hút các khoản đóng góp mua trang bị và vũ khí từ Nhật Bản. Đề xuất đã được thông qua với điều kiện là nếu nó được chấp thuận bởi José Rizal, lúc đó đang lưu vong ở Dapitan.
Valenzuela được giao nhiệm vụ thảo luận vấn đề này với Rizal và ông đã rời khỏi Dapitan vào ngày 15 tháng 6 năm 1896. Tuy nhiên, Rizal nói với ông rằng cuộc cách mạng không nên nổ ra quá sớm và sẽ cần trang bị đầy đủ vũ khí và trang bị hơn.
Khi Katipunan bị phát hiện, ông đã chạy trốn đến Balintawak vào ngày 20 tháng 8 năm 1896, nhưng sau đó ông đã sử dụng lệnh ân xá mà Chính phủ Thực dân Tây Ban Nha đã đề nghị và ông đầu hàng vào ngày 1 tháng 9 năm 1896.
Ông bị trục xuất sang Tây Ban Nha và bị bỏ tù ở Madrid. Sau đó ông chuyển đến Málaga, Barcelona và sau đó chuyển đến một thuộc địa của Tây Ban Nha ở Châu Phi. Ông bị giam ở đây khoảng hai năm.

## Thời kỳ Philippines thuộc Mỹ
Ông trở lại Philippines vào tháng 4 năm 1899. Tại Manila, ông bị lên án với các cơ quan quân sự Mỹ vì là một nhà truyền giáo cấp tiến và một lần nữa bị bắt giam vào tháng 9 cùng năm.
Để trấn áp sự lo lắng của Chính phủ Mỹ sau khi được thả ra, ông được bầu làm Chủ tịch địa phương của Thành phố Polo. Từ năm 1902 đến năm 1919, ông  là Chủ tịch của bộ phận quân sự của Thành phố Polo. Từ năm 1919 đến năm 1925, ông phục là Thống đốc Bulacan và phục vụ nhân dân Bulacan với hai nhiệm kỳ. Với tư cách là Thống đốc, ông đã kiên quyết chống lại việc hối lộ và tham nhũng trong Chính phủ.
Sau khi nghỉ hưu, ông đã viết hồi ký của mình trong những năm tháng hoạt động cách mạng. Ông cũng tiến hành nghiên cứu y khoa, nhưng chỉ vì mục đích từ thiện. Ông đã kết hôn với Marciana Castro, họ có bảy đứa con. Sáng sớm ngày 6 tháng 4 năm 1956, ông qua đời tại quê nhà, được chôn cất tại nghĩa trang địa phương.

## Di sản
Thành phố quê hương Polo của Pío Valenzuela được đổi tên thành Thành phố Valenzuela vào năm 1960. Những nơi khác được đặt tên theo Pío Valenzuela, ngoài những nơi có tên sau Thành phố Valenzuela là:
- Trường Tiểu học Pío Valenzuela (Polo, Valenzuela)
- Đường Pío Valenzuela (thuộc Đại học Philippines Diliman, Thành phố Quezon)
- Phố Pío Valenzuela và Đường mở Pio Valenzuela (Marulas, Valenzuela)
- Đường Dr. Pio Valenzuela (Pariancillo Villa, Valenzuela)

Chương trình Học bổng Tiến sĩ Pío Valenzuela được chính quyền Thành phố Valenzuela ban hành vào năm 1995 để trợ giúp giáo dục cho những công dân xứng đáng.

## Hình ảnh

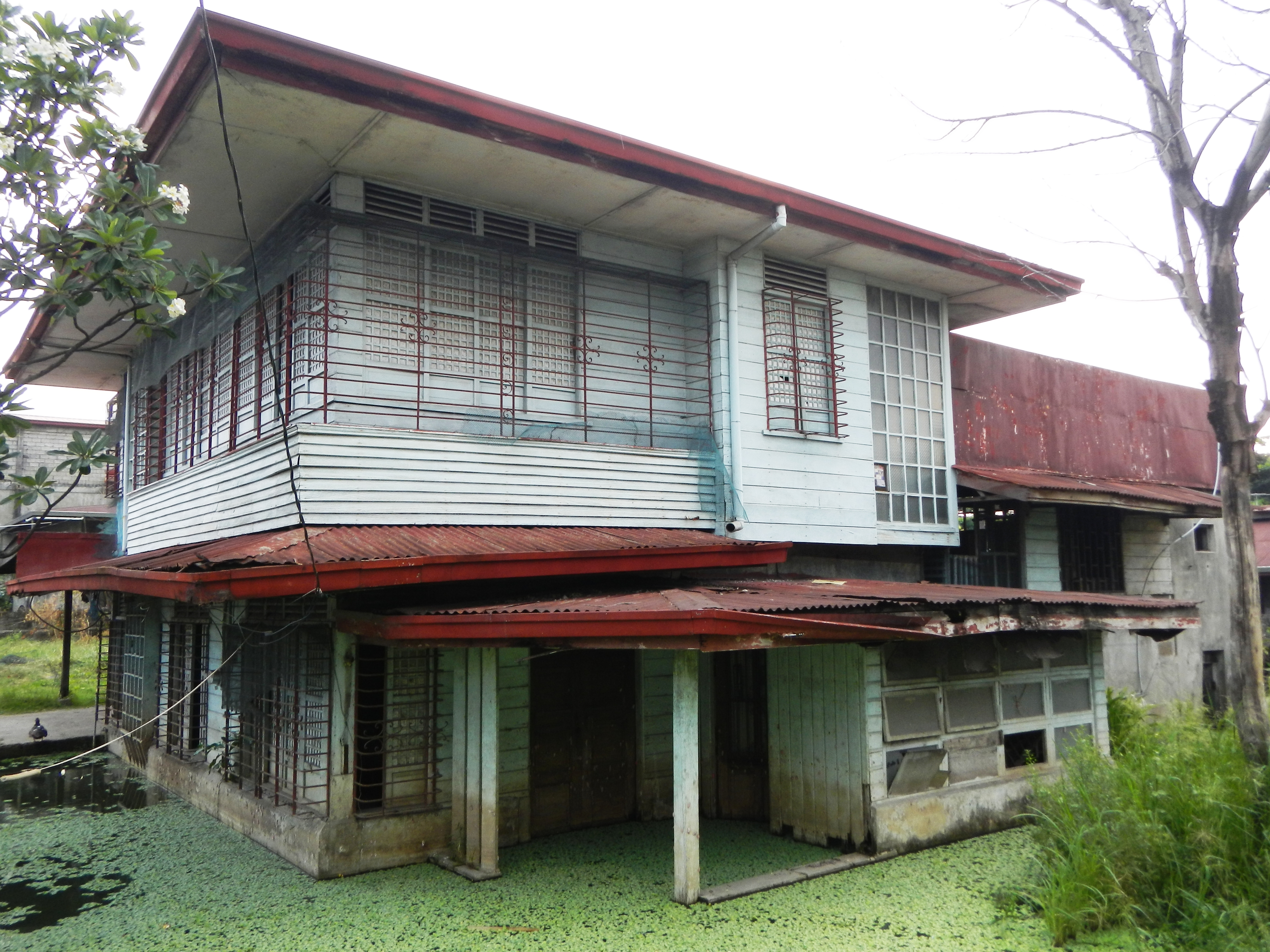
Ngôi nhà của PÍo Valenzuela, biệt thự Pariancillo, Thành phố Valenzuela
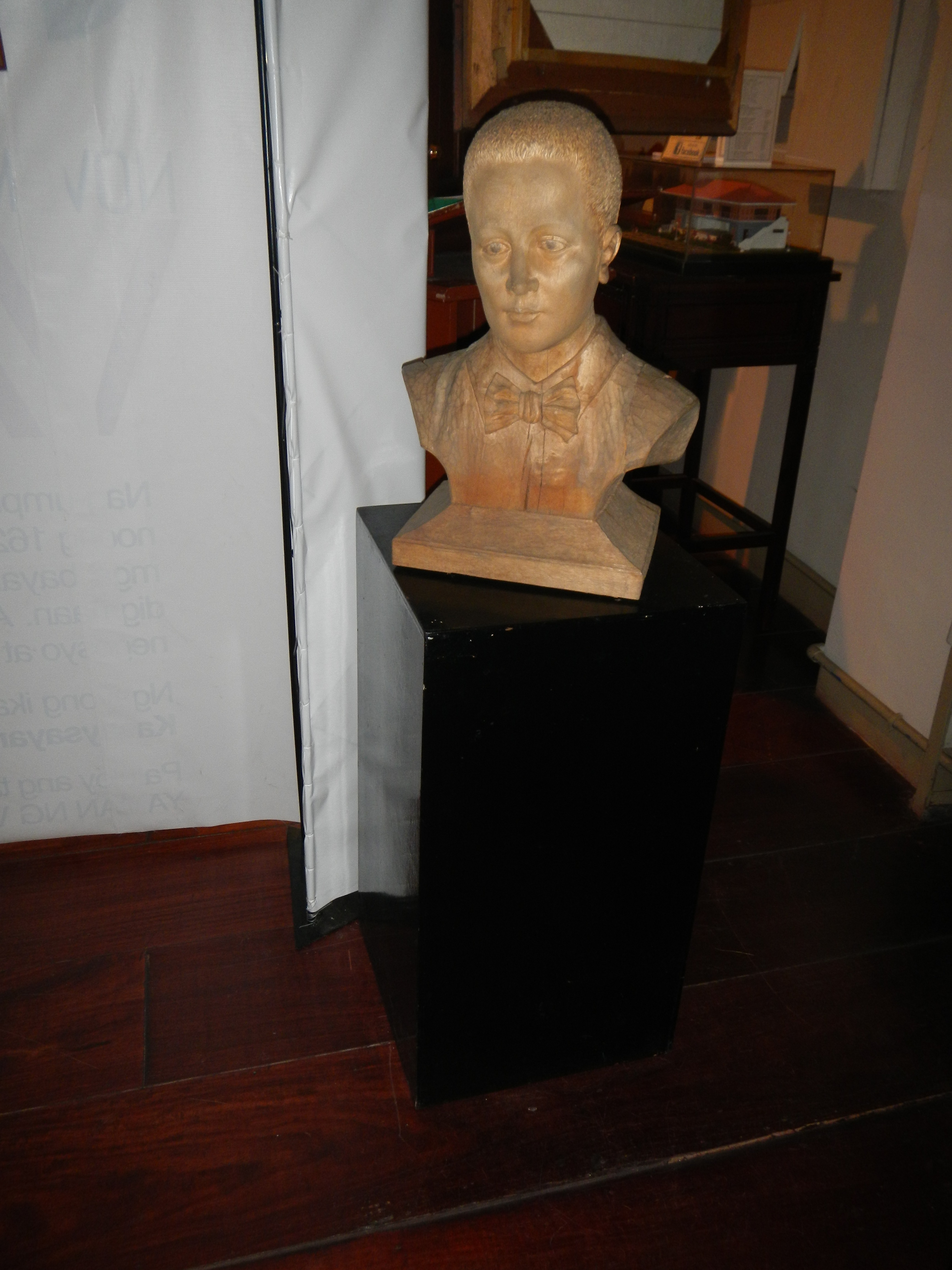
Tượng bán thân trong Bảo tàng Valenzuela
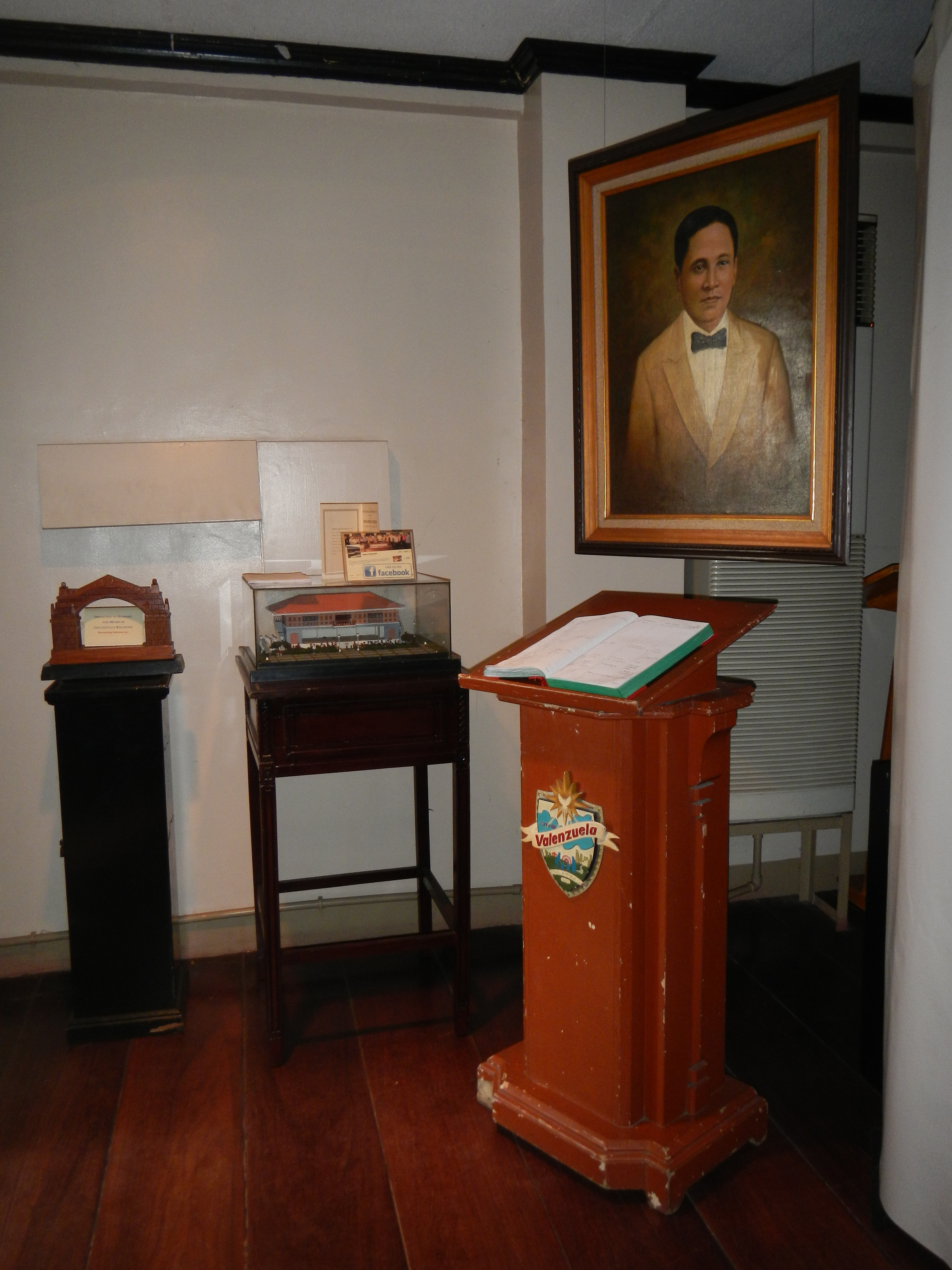
Hiện vật của Valenzuela trong Bảo tàng Valenzuela
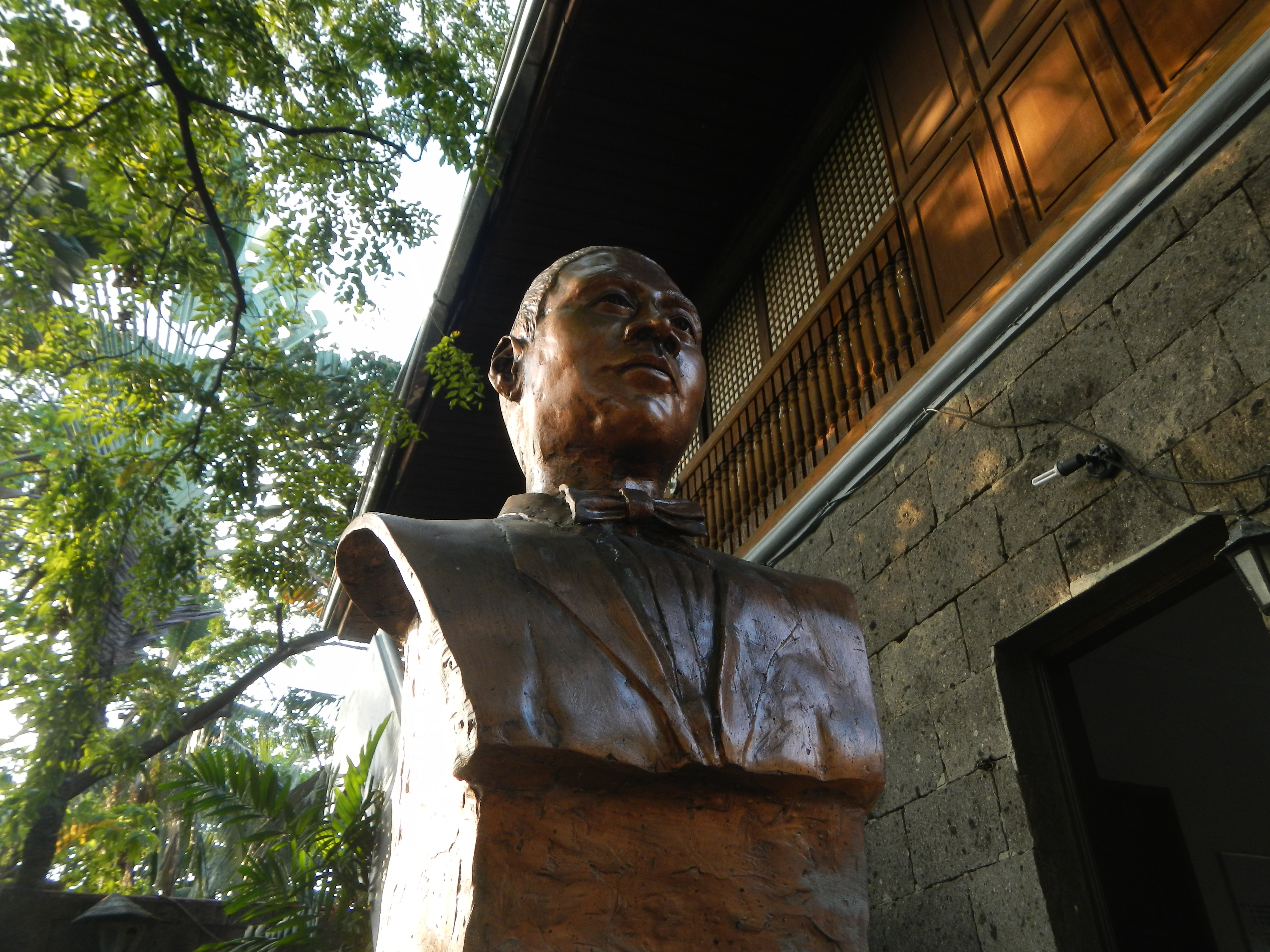
Pío Valenzuela